# پردیس سینمایی پارک بازار
پردیس سینمایی پارک بازار یک پردیس سینمایی در مشهد، ایران است.
این پردیس سینمایی که در بلوار مفتح قرار دارد، در بهمن ۱۴۰۰ با ۸ سالن سینما با ظرفیت ۹۰۰ صندلی افتتاح شده‌است.